# Saison 2 de Sons of Anarchy
Chronologie
Saison 1 Saison 3
Cet article présente le guide des épisodes de la deuxième saison de la série télévisée américaine Sons of Anarchy.

## Distribution

### Acteurs principaux
- Charlie Hunnam (VF : Sébastien Desjours) : "Jax" Jackson Teller
- Katey Sagal (VF : Martine Meirhaeghe) : Gemma Teller-Morrow
- Mark Boone Junior (VF : Sylvain Lemarié) : "Bobby" Robert Munson
- Kim Coates (VF : Gabriel Le Doze) : "Tig" Alex Trager
- Tommy Flanagan (VF : Thierry Mercier) : "Chibs" Filip Telford
- Ryan Hurst (VF : Jérôme Pauwels) : "Opie" Harry Winston
- Johnny Lewis (VF : Éric Daries) : "Mi-Couille" Kip Epps
- William Lucking (VF : Patrice Melennec) : "Piney" Piermont Winston
- Theo Rossi (VF : Emmanuel Garijo) : "Juice" Juan Carlos Ortiz
- Maggie Siff (VF : Ariane Deviègue) : Dr. Tara Knowles
- Ron Perlman (VF : Marc Alfos) : "Clay" Clarence Morrow

### Acteurs récurrents
- Adam Arkin (VF : Bernard Alane) : Ethan Zobelle
- Dayton Callie (VF : Jean-Michel Farcy) : Chef de la Police Wayne Unser
- Callard Harris (VF : Olivier Cordina) : Edmond Hayes
- Sarah Jones (VF : Christine Sireyzol) : Polly Zobelle
- David Labrava (VF : Yves-Henri Salerne)  : Happy
- Jamie McShane (VF : Bernard Demory) : Cameron Hayes
- Henry Rollins (VF : Alain Berguig) : AJ Weston
- Taylor Sheridan (VF : Christophe Lemoine) : Chef-adjoint David Hale
- Ally Walker (VF : Marie-Laure Dougnac) : Agent fédéral June Stahl
- Winter Ave Zoli (VF : Philippa Roche) : Layla

### Invités
- Julie Ariola : Mary Winston (1, 6, 7, 11, 12)
- Tom Arnold : Georgie Caruso (2, 8)
- Michael Bentt : Dion (7)
- Olivia Burnette : "la clocharde" (9)
- James Carraway : Floyd (5)
- Kenneth Choi : Henry Lin (8, 9, 12)
- Chris Coy : Alex (9)
- Marco De La Cruz : Estevez (1, 10, 11, 12, 13)
- Tommy Gunn : un homme attendant à l'accueil chez Caruso (2) (non crédité)
- Kenny Johnson : Herman Kozik (12)
- Cleo King : Netta (2, 8)
- Tory Kittles : Laroy Wayne, Président des One Niners (2, 10, 12)
- Jeff Kober : Jacob Hale jr (1, 5)
- Steve « Lips » Kudlow : un trafiquant d'armes (2) (non crédité)
- Adrian LaTourelle : Officier Craft (12, 13)
- Liana Liberato : Tristen Oswald (7)
- Chad Lindberg : un dealer de meth (3)
- Bellina Logan : Fiona (8, 10, 12)
- McNally Sagal : Margaret Murphy (4, 5, 8, 10, 12)
- Michael O'Neill : le Juge Franklin (9)
- Michael Marisi Ornstein : "Chucky" Chuck Marstein (8, 9, 12)
- Tony Perez : Révérend Kane (11)
- Mitch Pileggi : Ernest Darby, Président des Nords (1, 3, 6, 9)
- Glenn Plummer : Sheriff Vic Trammel (7)
- Kristen Renton : Ima Tite (2, 3, 6, 9)
- Emilio Rivera : Marcus Alvarez, Président des Mayans (2, 8, 11, 13)
- Patrick St. Esprit : Elliot Oswald (5, 7, 8)
- Tom Everett Scott : Rosen (7)
- Jason Matthew Smith : Ule (8, 9, 11, 12)
- Kurt Sutter : Otto Delaney (2, 5, 9, 13) (non crédité)
- Douglas Tait : un Aryen à la prison (5) (non crédité)
- Dendrie Taylor : Luann Delaney (2, 3, 8)
- Noah Watts : Ferdinand (10)
- Titus Welliver : Jimmy O'Phelan (10, 11, 12)

## Épisodes

### Épisode 1:Le Masque de la haine
- États-Unis : 8 septembre 2009 sur FX
- France : 11 novembre 2010 sur M6

- France : 530 000 téléspectateurs[1]

### Épisode 2:Les Associés
- États-Unis : 15 septembre 2009 sur FX
- France : 11 novembre 2010 sur M6

- France : 300 000 téléspectateurs[1]

L'épisode commence lors de la nuit du viol de Gemma. Elle décide de n'en parler à personne et demande à Tara, qui l'a soignée, de ne rien dire non plus. Le shérif l'aide à maquiller le viol en accident de voiture afin que Clay et Jax ne s'en inquiètent pas.

### Épisode 3:Le Mal par le mal
- États-Unis : 22 septembre 2009 sur FX
- France : 11 novembre 2010 sur M6

- France : 300 000 téléspectateurs[1]

Gemma, qui est encore fort marquée par son viol, devient de plus en plus réticente à une proximité avec Clay. Celui-ci est dès lors très frustré. La tension monte entre eux-deux et Gemma finit par crier lors d'une dispute devant le club, que Clay souffre d'arthrite. 

### Épisode 4:Eureka
- États-Unis : 29 septembre 2009 sur FX
- France : 18 novembre 2010 sur M6

- France : 875 000 téléspectateurs[2]

L'arthrite de Clay empire. Gemma est obligée de l'aider de plus en plus. Elle découvre également qui sont ses agresseurs. 
La relation entre Jax et Tara avance. 

### Épisode 5:Représailles
- États-Unis : 6 octobre 2009 sur FX
- France : 18 novembre 2010 sur M6

### Épisode 6:État critique
- États-Unis : 13 octobre 2009 sur FX
- France : 18 novembre 2010 sur M6

### Épisode 7:Des lions en cage
- États-Unis : 20 octobre 2009 sur FX
- France : 25 novembre 2010 sur M6

### Épisode 8:Le Schisme
- États-Unis : 27 octobre 2009 sur FX
- France : 25 novembre 2010 sur M6

### Épisode 9:Hallelujah
- États-Unis : 3 novembre 2009 sur FX
- France : 25 novembre 2010 sur M6

### Épisode 10:Coup de tonnerre
- États-Unis : 10 novembre 2009 sur FX
- France : 2 décembre 2010 sur M6

- France : 1,2 million de téléspectateurs[3]

### Épisode 11:Absolutions
- États-Unis : 17 novembre 2009 sur FX
- France : 2 décembre 2010 sur M6

- France : 750 000 téléspectateurs[3]

### Épisode 12:L'Heure de la vengeance
- États-Unis : 24 novembre 2009 sur FX
- France : 7 décembre 2010 sur M6

### Épisode 13:Na Trioblóidí
- États-Unis : 1er décembre 2009 sur FX
- France : 7 décembre 2010 sur M6